# Orientační běh na světových hrách
Orientační běh na Světových hrách je pořádán od roku 2001, jako samostatná soutěž pro ženy i muže, a pro mix štafetových týmů. (2 muži, 2 ženy)  Mezinárodní federace orientačního běhu (IOF) se stala členem Mezinárodní asociace Světových her (IWGA) v roce 1995. Světové hry se konají každé čtyři roky, pro sporty, které nejsou zahrnuty v programu Olympijských her.
Český orientační běh dosáhl doposud na Světových hrách ke dvěma bronzovým medailím. První vybojovala v roce 2005 smíšená štafeta ve složení Petr Losman, Marta Štěrbová, Tomáš Dlabaja a Dana Brožková, druhou pak přidal svým výkonem na krátké trati v roce 2017 Vojtěch Král. Další medaile získali v roce 2022 ve sprintu Tereza Janošíková stříbro a Tomáš Křivda bronz.

## Dějiště
| Rok  | Datum                   | Země                 |
| ---- | ----------------------- | -------------------- |
| 2001 | 15. - 25. srpna         | Akita, Japonsko      |
| 2005 | 14. - 24. července      | Duisburg, Německo    |
| 2009 | 16. - 26. července      | Kao-siung, Tchaj-wan |
| 2013 | 25. července - 4. srpna | Cali, Kolumbie       |
| 2017 | 20. - 30. července      | Vratislav, Polsko    |
| 2022 | 7. - 17. července       | Birmingham, USA      |
| 2025 | 7. - 17. srpna          | Čcheng-tu, Čína      |

## Sprint

### Muži
| Rok  | Zlato           | Stříbro          | Bronz           | Záznam |
| ---- | --------------- | ---------------- | --------------- | ------ |
| 2009 | Andrej Chramov  | Daniel Hubmann   | Tero Föhr       | [ 7 ]  |
| 2013 | Matthias Kyburz | Andrej Chramov   | Jerker Lysell   | [ 8 ]  |
| 2017 | Jerker Lysell   | Yannick Michiels | Matthias Kyburz | [ 9 ]  |
| 2022 | Tim Robertson   | Martin Regborn   | Tomáš Křivda    | [ 5 ]  |

### Ženy
| Rok  | Zlato               | Stříbro                            | Bronz           | Záznam |
| ---- | ------------------- | ---------------------------------- | --------------- | ------ |
| 2009 | Minna Kauppiová     | Johanna Allstonová                 | Elise Egsethová | [ 7 ]  |
| 2013 | Annika Billstamová  | Anne Margrethe Hausken Nordbergová | Maja Almová     | [ 8 ]  |
| 2017 | Maja Almová         | Elena Roosová                      | Lina Strandová  | [ 9 ]  |
| 2022 | Simona Aebersoldová | Tereza Janošíková                  | Elena Roosová   | [ 5 ]  |

## Individuální trať/Middle

### Muži
| Rok  | Zlato                | Stříbro         | Bronz                 | Záznam |
| ---- | -------------------- | --------------- | --------------------- | ------ |
| 2001 | Grant Bluett         | Tore Sandvik    | Jamie Stevenson       | [ 10 ] |
| 2005 | Thierry Gueorgiou    | Daniel Hubmann  | Øystein Kvaal Østerbø | [ 11 ] |
| 2009 | Daniel Hubmann       | Dmitrij Cvetkov | Andrej Chramov        | [ 7 ]  |
| 2013 | Matthias Kyburz      | Daniel Hubmann  | Vilius Aleliunas      | [ 8 ]  |
| 2017 | Matthias Kyburz      | Florian Howald  | Vojtěch Král          | [ 9 ]  |
| 2022 | Kasper Harlem Fosser | Matthias Kyburz | Martin Regborn        | [ 5 ]  |

### Ženy
| Rok  | Zlato                  | Stříbro               | Bronz                | Záznam |
| ---- | ---------------------- | --------------------- | -------------------- | ------ |
| 2001 | Hanne Staffová         | Anette Granstedtová   | Birgitte Husebyeová  | [ 10 ] |
| 2005 | Simone Niggli-Luderová | Karin Schmalfeldová   | Heather Monroová     | [ 11 ] |
| 2009 | Johanna Allstonová     | Minna Kauppiová       | Linnea Gustafssonová | [ 7 ]  |
| 2013 | Minna Kauppiová        | Tove Alexanderssonová | Nadija Volynská      | [ 8 ]  |
| 2017 | Helena Janssonová      | Natalija Gemperleová  | Sabine Hauswirthová  | [ 9 ]  |
| 2022 | Simona Aebersoldová    | Sofia Ohlssonová      | Ingrid Lundanesová   | [ 5 ]  |

## Štafety

### Mix
| Rok  | Zlato                                                                              | Stříbro                                                                              | Bronz                                                                                 | Záznam         |
| ---- | ---------------------------------------------------------------------------------- | ------------------------------------------------------------------------------------ | ------------------------------------------------------------------------------------- | -------------- |
| 2001 | Norsko Bjørnar Valstad Hanne Staffová Tore Sandvik Birgitte Husebyeová             | Lotyšsko Svajunas Ambrazas Vilma Rudzenskaitėová Edgaras Voveris Giedrė Voverienėová | Švédsko Emil Wingstedt Anette Granstedtová Niclas Jonasson Jenny Johanssonová         | Týmy z 15 zemí |
| 2005 | Švýcarsko Matthias Merz Lea Müllerová Daniel Hubmann Simone Niggli-Luderová        | Rusko Sergej Dětkov Alija Sitdikovová Maxim Davydov Taťána Rjabkinová                | Česko Petr Losman Marta Štěrbová Tomáš Dlabaja Dana Brožková                          | [ 13 ]         |
| 2009 | Rusko Dmitrij Cvetkov Julia Novikovová Andrej Chramov Galina Vinogradovová         | Finsko Pasi Ikonen Bodil Christina Holmstromová Tero Föhr Minna Kauppiová            | Norsko Lars Skjeset Mari Fastingová Øystein Kvaal Østerbø Elise Egsethová             | [ 7 ]          |
| 2013 | Švýcarsko Daniel Hubmann Sara Lüscherová Matthias Kyburz Judith Wyderová           | Dánsko Tue Lassen Ida Bobachová Rasmus Thrane Hansen Maja Almová                     | Rakousko Gernot Kerschbaumer Anna Nilsson Simkovicsová Robert Merl Ursula Kadanová    | [ 8 ]          |
| 2017 | Dánsko Cecilie Friberg Klysnerová Andreas Hougaard Boesen Soren Bobach Maja Almová | Švýcarsko Elena Roosová Florian Howald Matthias Kyburz Sabine Hauswirthová           | Rusko Natalija Gemperleová Dmitrij Cvetkov Andrej Chramov Galina Vinogradovová        | [ 9 ]          |
| 2022 | Švýcarsko Simona Aebersoldová Joey Hadorn Matthias Kyburz Elena Roosová            | Norsko Victoria Bjørnstadová Havard Eidsmo Kasper Harlem Fosser Ingrid Lundanesová   | Spojené království Cecilie Andersenová Ralph Street Jonny Crickmore Charlotte Wardová | [ 5 ]          |